# Kalambo (vodopád)
Kalambo (Kalambo Falls) je jednostupňový vodopád na hranici Tanzanie a Zambie. Nachází se na stejnojmenné řece, která se vlévá do jezera Tanganika. Jeho výška je uváděna mezi 221 a 235 metry a je tak druhým nejvyšším nepřerušeným vodopádem v Africe po jihoafrickém vodopádu Tugela. Šířka vodopádu se pohybuje od 3 metrů v období sucha po 18 m v období dešťů od dubna do června. Pod vodopádem se nachází kaňon, dlouhý kilometr a hluboký až 300 metrů. V sousedství leží další vodopád Sanzye. Okolní oblast patřila k významným centrům lidského osídlení v Africe, britský archeolog John Desmond Clark zde v roce 1956 nalezl množství nástrojů, jejichž původ určil od paleolitické acheuléenské kultury až po bantuskou kulturu Kalambo ze 4. století, která již znala zpracování železa. Díky archeologickým nálezům i přírodnímu bohatství (nachází se zde velké hnízdiště marabu afrického) je Kalambo významným turistickým cílem a bylo navrženo k zařazení na seznam Světové dědictví.